# Geschwaderkommodore
Geschwaderkommodore (kurz auch Kommodore) ist in der Bundeswehr die Dienststellungsbezeichnung für den Kommandeur oder befehlshabenden Offizier eines fliegenden oder schwimmenden Verbands mit Regimentsstatus oder eines Flugabwehrraketengeschwaders. Versetzt auf eine dieser herausgehobenen Dienststellung werden in der Regel Offiziere im Dienstgrad Oberstleutnant/Fregattenkapitän (OF5-Designiert) oder Oberst/Kapitän zur See.

## Luftstreitkräfte und Luftfahrt
In den Luftstreitkräften verschiedener Staaten kann Kommodore sowohl als Rang wie auch als Dienststellung verwendet werden. Einige zivile Luftfahrtgesellschaften nutzen den Begriff zudem als Ehrenbezeichnung für ältere Flugkapitäne in leitender Funktion.

## Deutschland

### Bundeswehr
In der Luftwaffe und der Marine der Bundeswehr ist Kommodore die Funktionsbezeichnung für einen Kommandeur eines fliegenden Geschwaders, meist im Range eines Oberst bzw. Kapitäns zur See.
Hierarchisch entspricht der Kommodore dem Kommandeur eines Schiffsgeschwaders der Marine bzw. dem Kommandeur eines Regiments des Heeres. Als Kommodore oder Geschwaderkommodore werden außerdem die Kommandeure der Flugabwehrraketengeschwader der Luftwaffe bezeichnet.

### NVA
In den Luftstreitkräften der NVA und der Volksmarine fand Kommodore weder als Funktionsbezeichnung noch als militärischer Rang Anwendung.

### Wehrmacht
In der Luftwaffe der Wehrmacht wurde die Funktionsbezeichnung Kommodore für einen Kommandeur eines Geschwaders oder fliegenden Verbandes eingeführt. Sie war unabhängig vom Dienstgrad, der zwischen Hauptmann und Oberst variieren konnte.

## Andere Länder
In Großbritannien und vielen Commonwealth-Staaten entspricht der Rang Air Commodore dem Commodore der Marine und dem Brigadier der Landstreitkräfte.
In den Niederlanden heißt der entsprechende Luftwaffendienstgrad einfach Commodore, während die Marinebezeichnung Commandeur lautet.

Dienstgradabzeichen
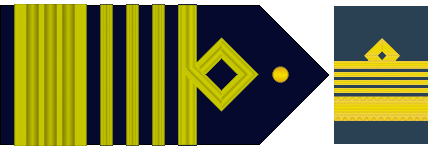
Comodoro Argentinien
Commodore Niederlande
Air Commodore (Vereinigtes Königreich und Andere)